# Robert Reix
 (décembre 2020).
Améliorez-le ou discutez des points à vérifier. 
Robert Reix, né le 14 octobre 1934 à Saint-Agnant-de-Versillat et mort 22 février 2006 à La Grande-Motte, est un professeur de sciences de gestion de l'Université de Montpellier, ancien directeur du département informatique de l'Iut de Montpellier et ancien directeur de l'IAE de Montpellier (Institut d'administration des entreprises). Il a été l'auteur de plusieurs ouvrages influents sur la gestion des systèmes d'information et a laissé une empreinte sur la discipline en France, où il était reconnu comme l'un de ses pionniers.

## Biographie

### Études
Robert Reix a entamé son parcours académique en tant qu'étudiant à l'École Normale d'Instituteurs, puis a poursuivi ses études à l'Enseignement Technique de Cachan. Il sort major de la nouvelle agrégation de l’enseignement secondaire en Sciences Economiques et Gestion. En 1965, il a commencé sa carrière d'enseignant à Saint-Étienne.

### Débuts académiques
En 1973, il rejoint l'IUT de Montpellier récemment construit, où il devient plus tard le responsable du département d'informatique. il soutient sa thèse d'État puis sa thèse complémentaire dans la nouvelles discipline de Sciences de Gestion et il est reçu à la nouvelle agrégation du supérieur en 1976. Par la suite nommé professeur d'université, il a joué un rôle crucial dans la transformation de l'IPA (Institut de Préparation aux Affaires) en l'IAE de Montpellier, dont il a assuré la direction pendant plus de dix ans.

## Domaines de recherche
En 1976, il crée l'équipe de recherche du CREGO qu'il développera pendant quinze ans. À la fin des années 2000, Le CREGO s'assemble avec l'ensemble des forces montpelliéraines et perpignanaises dans le domaine de la recherche en sciences de gestion pour former Montpellier Recherche en Management (MRM).
Il crée en 1991 avec d'autres chercheurs l'Association Information et Management et en 1996 la revue Systèmes d'Information et Management.
Il publie des manuels incontournables[non neutre] de la discipline des Systèmes d’Information dont en 1995, Système d'information et management des organisations. Ce livre est par la suite réédité plusieurs fois.
Il assume également de nombreuses responsabilités au sein de la communauté des sciences de gestion. Il soutient la création de l'option Systèmes d'information à l'agrégation du supérieur, concours dont il assurera la présidence en 1999.

### Définition d'un Systèmes d'information
Les travaux fondateurs de Robert Reix au début des années 2000 permettent de définir les systèmes d’information comme,, :

« Un système d'information est un ensemble organisé de ressources : matériel, logiciel, personnel, données, procédures permettant d'acquérir, traiter, stocker, communiquer des informations (sous forme de données, textes, images, sons, etc…) dans des organisations. »

## Mort et hommages
Robert Reix meurt en 2006 à l'âge de 71 ans.
En 2007, l'ouvrage Connaissance et management de Pierre-Louis Dubois, Yves Dupuy et regroupant 32 contributions académiques a été publié en son hommage. Depuis 2008, un prix annuel de thèse créé à l’initiative de la FNEGE en collaboration avec l'AIM  porte son nom. Ce prix récompense une thèse orientée « Systèmes d'Information ». 
En 2012, ses associés Bernard Fallery, Frantz Rowe et Michel Kalika souhaitant pérenniser l'oeuvre de Robert Reix,  coéditent Systèmes d'information et management des organisations. Cas et applications. Qui présente des cas d'utilisations du livre : Système d'information et management des organisations. En 2016, ses associés publient la 7e édition du Système d'information et management des organisations sous le nom de Systèmes d'information et management. En 2023, une 8e édition de Systèmes d'information et management est publié.
Il est l'un des auteurs les plus cité de la discipline des Systèmes d’Information.